# Phoebe pallida
Phoebe pallida är en lagerväxtart som först beskrevs av Christian Gottfried Daniel Nees von Esenbeck, och fick sitt nu gällande namn av Christian Gottfried Daniel Nees von Esenbeck. Phoebe pallida ingår i släktet Phoebe och familjen lagerväxter. Inga underarter finns listade i Catalogue of Life.